# Didier Bégouin
Didier Bégouin (né le 27 décembre 1956 à Laxou) est un athlète français, spécialiste du 1 500 mètres.

## Palmarès
- 16 sélections en équipe de France A
- Il est codétenteur du Record de France du relais 4 × 1500 mètres avec Marcel Philippe, Denis Lequément et Philippe Dien[1] avec le temps de 14 min 48 s 2 (1979).

Championnats de France Élite :
- - Champion de France du 1 500 mètres en 1980
- - Champion de France en salle du 1 500 mètres en 1980 et 1985

## Records
| Épreuve | Performance   | Lieu       | Date |
| ------- | ------------- | ---------- | ---- |
| 1 500 m | 3 min 38 s 06 | Saint-Maur | 1984 |
| 3 000 m | 7 min 50 s 68 | Marseille  | 1985 |